# Persone di nome Karl/Generali
| Questa pagina contiene informazioni ricavate automaticamente dalle voci biografiche con l'ausilio del template Bio e di un bot. L'aggiornamento è periodico e automatico e ricostruisce completamente la pagina. Se manca una persona in questa lista, sei pregato di non aggiungerla, ma accertati piuttosto che la sua voce biografica contenga il template Bio e che i dati anagrafici siano correttamente compilati. Se il template Bio manca, inseriscilo tu stesso o, in alternativa, metti l'avviso {{tmp\|Bio}} che ne segnala la mancanza. Se i dati riportati sono sbagliati, correggi direttamente la voce biografica; le modifiche saranno visibili in questa lista entro pochi giorni. Per chiarimenti vedi il progetto antroponimi. La lista contiene solo le 71 persone che sono citate nell'enciclopedia e per le quali è stato implementato correttamente il template Bio. Pagina aggiornata al 23 mag 2025. |

Questa è una lista di persone presenti nell'enciclopedia che hanno il nome Karl e sono generali.

## A(3)
- Karl-Adolf Hollidt, generale e criminale di guerra tedesco (Spira, n. 1891 - Siegen, † 1985)
- Karl Allmendinger, generale tedesco (Abtsgmünd, n. 1891 - Ellwangen, † 1965)
- Karl Arning, generale tedesco (Berlino, n. 1892 - Amburgo, † 1964)

## B(8)
- Karl Anton Josef von Baltin, generale austriaco (Pécs, n. 1804 - Vienna, † 1873)
- Karl von Blumenthal, generale tedesco (Gartz, n. 1811 - Potsdam, † 1903)
- Karl Hugo von Brackel, generale tedesco (Breitmar, n. 1716 - † 1768)
- Karl August von Brandenstein, generale prussiano (Nauen, n. 1792 - Berlino, † 1863)
- Karl Brunner, generale e poliziotto tedesco (Passavia, n. 1900 - Monaco di Baviera, † 1980)
- Karl von Bülow, generale tedesco (Berlino, n. 1846 - Berlino, † 1921)
- Karl Bülowius, generale tedesco (Königsberg, n. 1890 - Camp Forrest, † 1945)
- Karl Heinz Bürger, generale tedesco (Güstrow, n. 1904 - Karlsbad, † 1988)

## C(1)
- Karl Casper, generale tedesco (Rehden, n. 1893 - Monaco di Baviera, † 1970)

## D(1)
- Karl Maria Demelhuber, generale tedesco (Frisinga, n. 1896 - Seeshaupt, † 1988)

## E(4)
- Karl Eglseer, generale austriaco (Bad Ischl, n. 1890 - Rettenegg, † 1944)
- Karl von Einem, generale tedesco (Herzberg am Harz, n. 1853 - Mülheim, † 1934)
- Karl Ludwig d'Elsa, generale tedesco (Dresda, n. 1849 - Löbichau, † 1922)
- Karl Ernst, generale tedesco (Berlino, n. 1904 - Berlino, † 1934)

## F(4)
- Karl Fabiunke, generale tedesco (Goerchen, n. 1893 - Wohltorf, † 1980)
- Karl Faulenbach, generale tedesco (Hanau, n. 1893 - Stoccarda, † 1971)
- Karl Ludwig von Ficquelmont, generale e politico austriaco (Castello di Dieuze presso Nancy, n. 1777 - Venezia, † 1857)
- Carlo Aloisio di Fürstenberg, generale austriaco (Praga, n. 1760 - Liptingen, † 1799)

## G(7)
- Karl Gebhardt, generale, medico e criminale di guerra tedesco (Haag in Oberbayern, n. 1897 - Landsberg am Lech, † 1948)
- Karl Genzken, generale tedesco (Preetz, n. 1885 - Amburgo, † 1957)
- Leonhard Graf von Blumenthal, generale tedesco (Schwedt, n. 1810 - Köthen, † 1900)
- Karl von Graffen, generale tedesco (Plön, n. 1893 - Grödersby, † 1964)
- Wilhelm Groener, generale e politico tedesco (Ludwigsburg, n. 1867 - Bornstedt, † 1939)
- Karl von Grolman, generale prussiano (Berlino, n. 1777 - Poznań, † 1843)
- Karl Gümbel, generale tedesco (Finstingen, n. 1888 - Heidelberg, † 1970)

## H(6)
- Karl Georg Albrecht Ernst von Hake, generale prussiano (Kremmen, n. 1768 - Napoli, † 1835)
- Karl Hanke, generale e politico tedesco (Lauban, n. 1903 - Neudorf an der Popelka, † 1945)
- Paul von Hase, generale tedesco (Hannover, n. 1885 - Berlino, † 1944)
- Karl Haushofer, generale, politologo e geografo tedesco (Monaco di Baviera, n. 1869 - Pähl, † 1946)
- Karl Herwarth von Bittenfeld, generale prussiano (Werther, n. 1796 - Bonn, † 1884)
- Moritz von Hirschfeld, generale prussiano (Halberstadt, n. 1790 - Coblenza, † 1859)

## K(4)
- Karl von Kirchbach auf Lauterbach, generale austro-ungarico (Gyöngyös, n. 1856 - Scharnstein, † 1939)
- Karl Friedrich von dem Knesebeck, generale prussiano (n. 1768 - † 1848)
- Karl Fëdorovič von Knorring, generale russo (Koeru, n. 1746 - Mosca, † 1820)
- Karl Koller, generale tedesco (Glonn, n. 1898 - Glonn, † 1951)

## L(5)
- Hubert Lanz, generale tedesco (Entringen, n. 1896 - Monaco di Baviera, † 1982)
- Karl von Le Suire, generale tedesco (Unterwössen, n. 1898 - Stalingrado, † 1954)
- Karl Sigmund Friedrich Wilhelm von Leutrum, generale tedesco (Dürrn, n. 1692 - Cuneo, † 1755)
- Karl Clemens Lilia von Westegg, generale austriaco (Vienna, n. 1804 - Vienna, † 1881)
- Karl Löwrick, generale tedesco (Podlechy, n. 1894 - Pillau, † 1945)

## M(3)
- Michael Masing, generale russo (Mustjala, n. 1836 - San Pietroburgo, † 1911)
- Karl Mauss, generale tedesco (Plön, n. 1898 - Amburgo, † 1959)
- Karl Ivanovič Mufel', generale e nobile tedesco (Bayreuth, n. 1736 - Pskov, † 1788)

## O(2)
- Lennart Oesch, generale finlandese (Pyhäjärvi, n. 1892 - Helsinki, † 1978)
- Karl von Oven, generale tedesco (Charlottenburg, n. 1888 - Singen, † 1974)

## P(2)
- Karl von Pflanzer-Baltin, generale austro-ungarico (Pécs, n. 1855 - Vienna, † 1925)
- Karl von Prager, generale tedesco (Warmensteinach, n. 1875 - Horn, † 1959)

## R(2)
- Karl von Reyher, generale prussiano (Groß Schönebeck, n. 1786 - Berlino, † 1857)
- Gerd von Rundstedt, generale tedesco (Aschersleben, n. 1875 - Hannover, † 1953)

## S(2)
- Karl Eberhard Schöngarth, generale tedesco (Lipsia, n. 1903 - Hameln, † 1946)
- Karl Friedrich von Steinmetz, generale tedesco (Eisenach, n. 1796 - Bad Landeck, † 1877)

## T(5)
- Karl Tersztyánszky von Nádás, generale austro-ungarico (Szakolcz, n. 1854 - Vienna, † 1921)
- Karl Theodor von Thurn und Taxis, generale e principe tedesco (Praga, n. 1797 - Monaco di Baviera, † 1868)
- Karl Freiherr von Thüngen, generale tedesco (Magonza, n. 1893 - Brandeburgo sulla Havel, † 1944)
- Karl Wilhelm von Toll, generale e nobile russo (Keskvere, n. 1777 - San Pietroburgo, † 1842)
- Karl Fischer von Treuenfeld, generale tedesco (Flensburgo, n. 1885 - Allendorf, † 1946)

## U(1)
- Karl Ullrich, generale tedesco (Sarreguemines, n. 1910 - Bad Reichenhall, † 1996)

## V(6)
- Karl Gustav von Baggovut, generale russo (Perila, n. 1761 - Tarutino, † 1812)
- Karl von Fasbender, generale tedesco (Michelbach, n. 1852 - Monaco di Baviera, † 1933)
- Karl von der Gröben, generale prussiano (Schrengen, n. 1788 - Marienwerder, † 1876)
- Karl von Plettenberg, generale tedesco (Neuhaus, n. 1852 - Bückeburg, † 1938)
- Karl von Mansfeld, generale tedesco (Lussemburgo, n. 1543 - † 1595)
- Wolfram von Richthofen, generale tedesco (Barzdorf, n. 1895 - Bad Ischl, † 1945)

## W(5)
- Karl von Weber, generale tedesco (Geiselbach, n. 1892 - Smolensk, † 1941)
- Karl Weisenberger, generale tedesco (Würzburg, n. 1890 - Kempten, † 1952)
- August von Werder, generale prussiano (Schloßberg, n. 1808 - Gut Grüssow, † 1887)
- Karl Pfeffer-Wildenbruch, generale e poliziotto tedesco (Kalkberge, n. 1888 - Bielefeld, † 1971)
- Karl Wilhelm von Willisen, generale prussiano (Staßfurt, n. 1790 - Dessau, † 1879)